# 아파 파윌라이
아파 파윌라이(태국어: อาภา ภาวิไล, 1993년 1월 23일 ~ )는 태국의 배우이다.